# Kvik A/S
 For alternative betydninger, se Kvik. (Se også artikler, som begynder med Kvik)Kvik A/S er en dansk producent og detailkæde inden for køkkener, garderober og bad, med hovedkontor i Vildbjerg, Midtjylland. Kæden drives som et franchise-koncept og har over 180 butikker i 13 lande. Siden 2005 har Kvik været ejet af den svenske koncern Ballingslöv International AB (en del af Stena Adactum), der bl.a. ejer JKE Design og Multiform.

## Historie
Firmaet blev grundlagt i 1983 i Kibæk af Knud B. Troelsen.
I 2004 flyttede Kvik fra Kibæk til et nyopført domicil i Vildbjerg, uden for Herning. Her er der både produktion, lager, samt administrativt hovedsæde.
I februar 2025 tiltrådte Claus Flyger Pejstrup som administrerende direktør.
Kvik har i dag mere end 175 butikker fordelt i Norden, Vest- og Sydeuropa, samt Thailand.

## International ekspansion
- 1983 – Første butik åbnet i Danmark
- 1999 – Indtræden i Sverige
- 2002 – Udvidelse til Norge og Finland
- 2005 – Indtræden i Holland og Belgien
- 2007 – Indtræden i Frankrig og Spanien
- 2011 – Indtræden i Færøerne, Island og Thailand
- 2021 – Første butik åbnet i Tyskland

- 2025 – Åbning af første butik i Berlin, Tyskland [3][6]

## Koncept og produkter
Kvik markedsfører “dansk design til overraskende lave priser” gennem et standardiseret sortiment og et franchise-setup. Logistikken bygger på flatpack-leverancer, som ifølge virksomheden gør transporten mere effektiv (op til seks gange flere køkkener pr. lastbil end fabriks-samlede køkkener).
Sortimentet omfatter køkkener, badeværelser og garderober, herunder serier som MANO og VEDA m.fl. 

## Bæredygtighed
Kvik arbejder med LCA/EPD-grundlag i tilbudsmateriale, flatpack-transport og genanvendte materialer. 
Selskabet oplyser at være FSC®-licenseret (licenskode FSC® C104647) og deltager i en PPA-aftale om grøn strøm via Better Energy sammen med søsterselskaber.

## Nøgletal og udvikling
Kvik A/S har i de seneste år haft variationer i omsætning og resultat. I 2023 omsatte selskabet for ca. 1,5 mia. DKK, et fald fra 1,8 mia. DKK i 2022. Resultatet før skat var 181 mio. DKK, og årets resultat 142 mio. DKK. 
I 2024 fortsatte faldet i omsætning og resultat, hvor selskabet omsatte for 1,36 mia. DKK med et resultat før skat på 133 mio. DKK og et årsresultat på 103 mio. DKK. 
Selskabet beskæftigede i samme periode omkring 266 medarbejdere. 

## Butikssamarbejde og franchise
Kvik rekrutterer løbende nye franchisetagere som led i en international ekspansion.

## Samarbejder
Kvik A/S har samarbejdet med flere danske designere og designfirmaer om at udvikle køkken-, badeværelses- og garderobedesign. Disse samarbejder har resulteret i produkter, der kombinerer funktionalitet med æstetik og bæredygtighed.

#### Rikke Frost
Kvik A/S præsenterede køkkenmodellen "Align", designet af den danske designer Rikke Frost, under 3DaysofDesign i København. Køkkenet kombinerer varme materialer, bløde kanter og naturligt egetræ for at skabe et funktionelt og indbydende køkken.  Rikke Frost har beskrevet designet som en hyldest til håndværk og sanselige oplevelser, med fokus på brugervenlighed og menneskelig forbindelse. Hun deltog i Kvik-podcasten "The Sociable Kitchen®", hvor hun delte sine tanker om designprocessen og køkkenets funktionalitet. 

#### byKato
Kvik har samarbejdet med den prisbelønnede danske design duo byKato om at udvikle "LEGNO", en reol til ethvert rum i ethvert hjem. Designet udfordrer den traditionelle køkkentankegang og byder på utraditionelle løsninger.

#### Hansen Thyge & Co
Kvik har samarbejdet med det danske designstudio Hans Thyge & Co om udviklingen af møbler og interiørløsninger, der kombinerer funktionalitet med æstetik. Produkterne omfatter blandt andet spiseborde, stole og reoler, designet til at komplementere Kvik's køkkenserier. 

#### Says Who
Kvik har samarbejdet med det aarhusianske designstudio Says Who om udvikling af møbler, lamper og køkkendesign. Samarbejdet har fokuseret på nordisk minimalisme, funktionalitet og bæredygtige materialer, og produkterne er designet til at integrere æstetik med praktisk anvendelighed.

##### Bly Studio
Kvik har indgået samarbejde med Bly Studio om udvikling af møbler og interiørløsninger med fokus på både funktionalitet og visuelt udtryk. Produkterne kombinerer moderne design med praktiske løsninger til hjemmet og arbejdspladsen.